# Medalla por Varsovia 1939-1945
La Medalla por Varsovia 1939-1945 (en polaco: za Warszawę 1939-1945) es una medalla conmemorativa polaca, establecida por decreto del Consejo de Ministros de Polonia del 25 de noviembre de 1945 «para conmemorar la participación activa en la defensa de Varsovia en septiembre de 1939, por participar en el Alzamiento de Varsovia de 1944 y por la participación activa en la liberación de la ciudad de los invasores nazis el 17 de enero de 1945».
Los ciudadanos extranjeros también podían recibir la medalla. Fue otorgada hasta el 8 de mayo de 1999. 

## Estatuto
La medalla fue establecida por Decreto del Consejo de Estado de la República Popular de Polonia el 26 de octubre de 1945. El mismo Decreto aprobó el Reglamento sobre la medalla y su descripción. La medalla tenía un solo grado y solo podía otorgarse una vez a cada beneficiario.  
En 1946, el ministro de Defensa otorgó el derecho de conceder la medalla a los comandantes militares de las regiones, los comandantes de las divisiones de infantería 1, 2, 3, 4 y 6, el comandante de la división de caballería de Varsovia y el jefe del Consejo de la Unión de Luchadores por la Libertad y la Democracia. La medalla se incluyó luego en el sistema polaco de condecoraciones mediante la Ley del 17 de febrero de 1960 sobre pedidos y condecoraciones.  
A partir de 1958, el derecho a conceder la medalla se otorgó al Consejo Estatal Nacional (Krajowa Rada Narodowa), después de 1989, al Presidente de la República Popular de Polonia, y desde el 1 de enero de 1990 al Presidente de la República de Polonia. 
De acuerdo con la ley del 16 de octubre de 1992, la concesión de la medalla se suspendió el 8 de mayo de 1999.
La medalla se lleva en el lado izquierdo del pecho, y en presencia de otras órdenes y medallas de Polonia, se coloca inmediatamente después de la Medalla del 40.º Aniversario de la Polonia Popular. Si se usa en presencia de órdenes o medallas de la actual República de Polonia, estas últimas tienen prioridad 
Hasta 1989 se otorgaron un total de 131.242 premios, y en los años 1993-1999 a otras 4476 personas. Un total de 135.837 personas fueron premiados con esta medalla.

## Descripción
La insignia fue diseñada por los artistas polacos Stanisław Łoza y Stanisław Gepner. Es una medalla circular de bronce de 33 mm de diámetro, con un borde elevado por ambos lados 
En el anverso hay una imagen de una sirena con un escudo en su mano izquierda y una espada en su mano derecha (el escudo de armas de la ciudad de Varsovia) y tres franjas onduladas. A lo largo del borde inferior del círculo, hay una inscripción: «POR VARSOVIA», (en polaco, ZA WARSZAWĘ), a lo largo del borde superior - las fechas: "1939" y "1945". Entre la inscripción y las fechas de izquierda y derecha hay una imagen de dos antorchas encendidas. La imagen de la sirena está bordeada por un lado alrededor de la circunferencia.
En el reverso hay una inscripción en cuatro líneas «RP / DEFENSORES / LUCHADORES / SEGUIDORES», (en polaco, RP / OBROŃCOM / BOJOWNIKOM / OSWOBODZICIELOM). Debajo de la inscripción hay una composición formada por una hoja de roble y tres bellotas. Todas las inscripciones e imágenes de la medalla son convexas.
En la parte superior de la medalla hay un ojal con un anillo con el que se fija la medalla a la cinta. Hay un tipo de medalla con reverso mate liso. La cinta de la medalla es de muaré de seda roja, de 35 mm de ancho, con dos franjas amarillas longitudinales en los lados. El ancho de las rayas longitudinales es de 4 mm.  